# Gnaeus Pedius Cascus

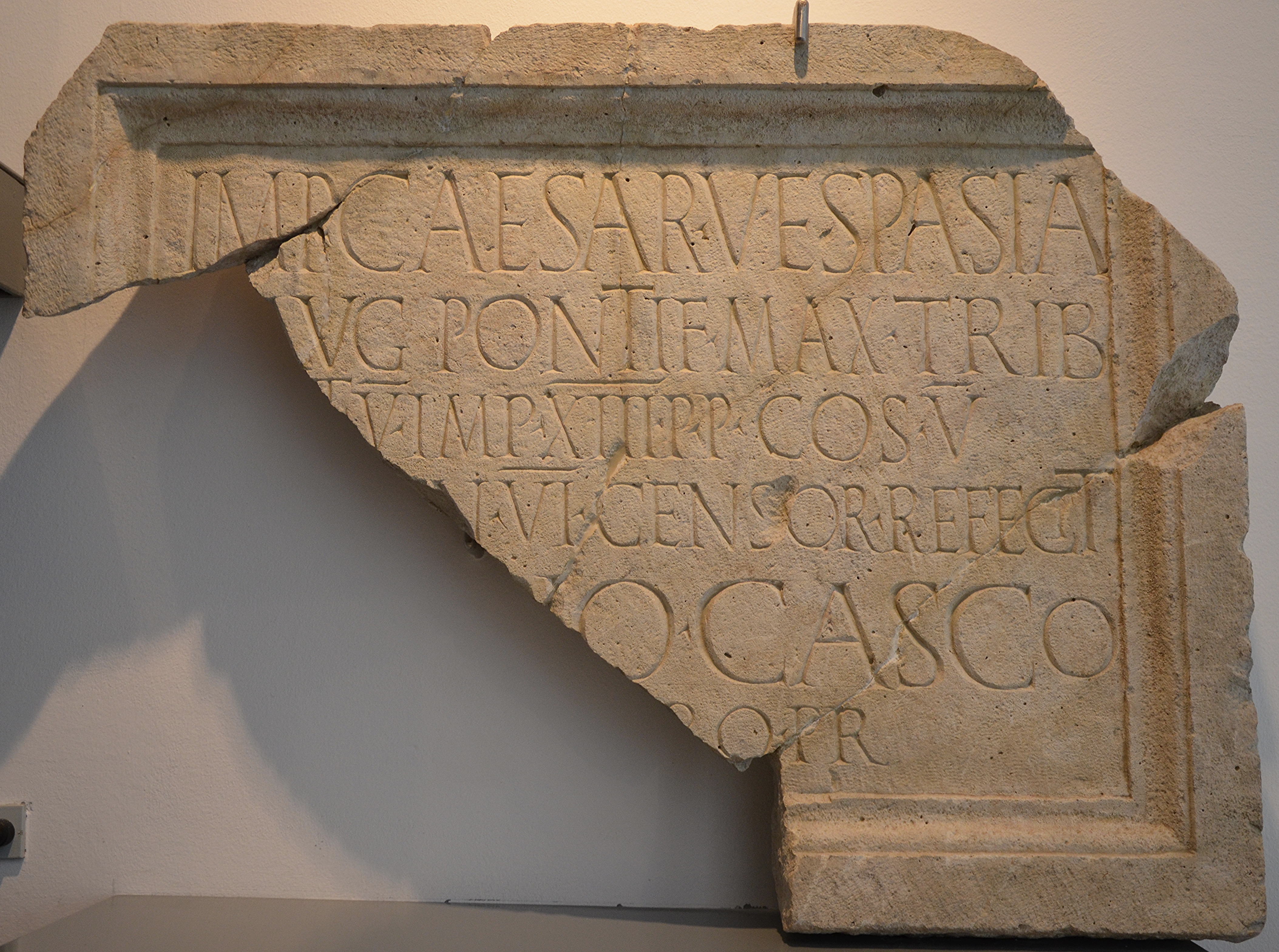
Die Inschrift

Gnaeus Pedius Cascus war ein im 1. Jahrhundert n. Chr. lebender römischer Politiker.
Durch Militärdiplome, die z. T. auf den 5. April 71 datiert sind, ist belegt, dass Cascus im Jahr 71 zusammen mit Domitian Suffektkonsul war. Eine Inschrift belegt, dass er 74 Statthalter (Legatus Augusti pro praetore) in der Provinz Dalmatia war.
Eines der Diplome, die den Konsulat von Cascus belegen, ist das Militärdiplom für den Centurio Plator.